# Just Enough Education to Perform
Albums de Stereophonics
Performance and Cocktails
(1999) You Gotta Go There to Come Back
(2003)
Just Enough Education to Perform (parfois abrégé en J.E.E.P) est le troisième album du groupe Stereophonics, sorti en 2001.

## Liste des chansons
1. Vegas Two Times
2. Lying In The Sun
3. Mr. Writer
4. Step On My Old Size Nines
5. Have A Nice Day
6. Nice To Be Out
7. Handbags and Gladrags (reprise de Rod Stewart, incluse dans certaines éditions de l'album seulement)
8. Watch Them Fly Sundays
9. Everyday I Think Of Money
10. Maybe
11. Caravan Holiday
12. Rooftop